# Sepia hedleyi
Sepia hedleyi är en bläckfiskart som beskrevs av Berry 1918. Sepia hedleyi ingår i släktet Sepia och familjen Sepiidae. IUCN kategoriserar arten globalt som livskraftig. Inga underarter finns listade i Catalogue of Life.